# えびの上江駅
えびの上江駅（えびのうわええき）は、宮崎県えびの市大字上江にある、九州旅客鉄道（JR九州）吉都線の駅である。

## 歴史
- 1957年（昭和32年）7月5日：上江駅（うわええき）として開業[1][3]。気動車の旅客のみを取り扱う駅員無配置駅[4]。
- 1987年（昭和62年）4月1日：国鉄分割民営化により、九州旅客鉄道の駅となる。
- 1990年（平成2年）11月1日：えびの上江駅に改称[2]。

## 駅構造
単式ホーム1面1線を有する地上駅。無人駅である。駅舎はなく、錆びた自転車置き場と待合室がある。

## 利用状況
2015年（平成27年）度の1日平均乗車人員は15人である。
近年の1日平均乗車人員は以下の通り。
| 年度   | 1日平均 乗車人員 |
| ------ | ---------------- |
| 1996年 | 55               |
| 1997年 | 55               |
| 1998年 | 48               |
| 1999年 | 48               |
| 2000年 | 52               |
| 2001年 | 53               |
| 2002年 | 50               |
| 2003年 | 50               |
| 2004年 | 43               |
| 2005年 | 39               |
| 2006年 | 34               |
| 2007年 | 34               |
| 2008年 | 38               |
| 2009年 | 26               |
| 2010年 | 22               |
| 2011年 | 27               |
| 2012年 | 35               |
| 2013年 | 29               |
| 2014年 | 20               |
| 2015年 | 15               |

## 駅周辺
- えびの市立上江小中学校
- 上江保育所
- えびの上江簡易郵便局

## 隣の駅
九州旅客鉄道（JR九州）
■吉都線
えびの駅 - えびの上江駅 - えびの飯野駅